# Hatsushimo (1934)
El Hatsushimo (初霜 primera helada de la estación?) fue el tercer destructor de la clase Hatsuharu. Sirvió en la Armada Imperial Japonesa durante la  Segunda Guerra Mundial. 

## Historia
Tras sobrevivir en combate a toda la guerra, e incluso a la Operación Ten-Gō, donde se perdieron un acorazado, un crucero y cuatro destructores, el Hatsushimo resultó ser el último destructor japonés en ser hundido. El 30 de julio de 1945, mientras maniobraba a alta velocidad bajo ataque aéreo de aparatos de la Task Force 38, colisionó con una mina marina, cuya detonación lo hizo hundirse a 22 kilómetros de Maizuru, en la Prefectura de Kioto, en la posición (35°33′N 135°12′E / 35.550, 135.200).